# Just Dance 2023 Edition
Just Dance 2023 Edition är ett dansspel utvecklad och utgiven av Ubisoft som släpptes till Nintendo Switch, Playstation 5, Xbox Series X och Series S. Det släpptes den 22 november 2022. Spelet aviserades på Ubisoft Forward i september 2022 och är den fjortonde spelet i serien och sista årliga utgåva som kommer att släppa nytt innehåll med framtida uppdateringar. En version till Google Stadia planerade att släppas men Google meddelade senare att Stadia stänger sina servrar i januari 2023.

## Låtar

### Just Dance 2023 Edition
Följande låtar förekommer i Just Dance 2023 Edition:
| Sång                                         | Artist                                                                      | År   |
| -------------------------------------------- | --------------------------------------------------------------------------- | ---- |
| "Anything I Do"                              | CLiQ featuring Ms Banks och Alika                                           | 2018 |
| "As It Was"                                  | Harry Styles                                                                | 2022 |
| "Boy with Luv"                               | BTS featuring Halsey                                                        | 2019 |
| "Bring Me to Life"                           | Evanescence                                                                 | 2003 |
| "Can't Stop the Feeling!"                    | Justin Timberlake                                                           | 2016 |
| "Danger! High Voltage"                       | Electric Six                                                                | 2002 |
| "Disco Inferno"                              | The Trammps                                                                 | 1976 |
| "Drivers License"                            | Olivia Rodrigo                                                              | 2021 |
| "Dynamite"                                   | BTS                                                                         | 2020 |
| "Farfalle"                                   | Sangiovanni                                                                 | 2022 |
| "Good Ones"                                  | Charli XCX                                                                  | 2021 |
| "Heat Waves"                                 | Glass Animals                                                               | 2020 |
| "I Knew You Were Trouble (Taylor's Version)" | Taylor Swift                                                                | 2021 |
| "If You Wanna Party"                         | The Just Dancers                                                            | 2022 |
| "Jamais Lâcher"                              | Michou                                                                      | 2022 |
| "Locked Out of Heaven"                       | Bruno Mars                                                                  | 2012 |
| "Love Me Land"                               | Zara Larsson                                                                | 2020 |
| "Magic"                                      | Kylie Minogue                                                               | 2020 |
| "Majesty"                                    | Apashe featuring Wasiu                                                      | 2018 |
| "Million Dollar Baby"                        | Ava Max                                                                     | 2022 |
| "More"                                       | K/DA featuring Madison Beer, (G)I-dle, Lexie Liu, Jaira Burns och Seraphine | 2020 |
| "Numb"                                       | Linkin Park                                                                 | 2003 |
| "Physical"                                   | Dua Lipa                                                                    | 2020 |
| "Playground"                                 | Bea Miller                                                                  | 2021 |
| "Psycho"                                     | Red Velvet                                                                  | 2019 |
| "Radioactive"                                | Imagine Dragons                                                             | 2012 |
| "Rather Be"                                  | Clean Bandit featuring Jess Glynne                                          | 2013 |
| "Sissy That Walk"                            | RuPaul                                                                      | 2014 |
| "Stay"                                       | The Kid Laroi och Justin Bieber                                             | 2021 |
| "Sweet but Psycho"                           | Ava Max                                                                     | 2018 |
| "Telephone"                                  | Lady Gaga featuring Beyoncé                                                 | 2010 |
| "Therefore I Am"                             | Billie Eilish                                                               | 2020 |
| "Top of the World"                           | Shawn Mendes                                                                | 2022 |
| "Toxic"                                      | Britney Spears                                                              | 2004 |
| "Ubu Love"                                   | Naniwa Danshi                                                               | 2021 |
| "Vleugels"                                   | K3                                                                          | 2022 |
| "Walking on Sunshine"                        | Top Culture (Katrina and the Waves)                                         | 1985 |
| "Wannabe"                                    | Itzy                                                                        | 2020 |
| "Watch Out for This (Bumaye)"                | Major Lazer featuring Busy Signal, The Flexican och FS Green                | 2013 |
| "We Don't Talk About Bruno"                  | Cast of Disney's Encanto                                                    | 2021 |
| "Witch"                                      | Apashe featuring Alina Pash                                                 | 2021 |
| "Woman"                                      | Doja Cat                                                                    | 2021 |
| "Wouldn't It Be Nice"                        | The Sunlight Shakers (The Beach Boys)                                       | 1966 |
| "Zooby Doo"                                  | Tigermonkey                                                                 | 2016 |

1. ↑  Endast tillgänglig i italienska utgåvan
2. ↑  Endast tillgänglig i franska utgåvan
3. ↑  Ursprungligen en coverversion av The Hit Crew i Just Dance 2.
4. ↑  Endast tillgänglig i japanska utgåvan
5. ↑  Endast tillgänglig i Benelux-utgåvan

### Just Dance 2024 Edtion
Följande låtar förekommer:
| Sång                                         | Artist                                          | År   |
| -------------------------------------------- | ----------------------------------------------- | ---- |
| "A Night in the Château de Versailles"       | The Just Dance Orchestra                        | 2023 |
| "A Queda"                                    | Gloria Groove                                   | 2021 |
| "After Party"                                | Banx & Ranx featuring Zach Zoya                 | 2023 |
| "Butter"                                     | BTS                                             | 2021 |
| "Calm Down"                                  | Rema                                            | 2022 |
| "Canned Heat"                                | Jamiroquai                                      | 1999 |
| "Can't Tame Her"                             | Zara Larsson                                    | 2023 |
| "Chaise Longue"                              | Wet Leg                                         | 2021 |
| "Cradles"                                    | Sub Urban                                       | 2019 |
| "Cure for Me"                                | Aurora                                          | 2021 |
| "Despechá"                                   | Rosalía                                         | 2022 |
| "Don't Cha"                                  | The Pussycat Dolls featuring Busta Rhymes       | 2005 |
| "Flowers"                                    | Miley Cyrus                                     | 2023 |
| "Gimme More"                                 | Britney Spears                                  | 2007 |
| "How You Like That"                          | Blackpink                                       | 2020 |
| "I Am My Own Muse"                           | Fall Out Boy                                    | 2023 |
| "I Wanna Dance with Somebody (Who Loves Me)" | Whitney Houston                                 | 1987 |
| "I'm Good (Blue)"                            | David Guetta och Bebe Rexha                     | 2022 |
| "I'm Not Here to Make Friends"               | Sam Smith                                       | 2023 |
| "It's the Most Wonderful Time of the Year"   | Andy Williams                                   | 1963 |
| "Kill Bill"                                  | SZA                                             | 2023 |
| "Makeba"                                     | Jain                                            | 2015 |
| "My Name Is"                                 | D Billions                                      | 2020 |
| "Never Be Like You"                          | Flume featuring Kai                             | 2016 |
| "Otonablue"                                  | Atarashii Gakko!                                | 2020 |
| "Rapper's Delight"                           | Groove Century (The Sugarhill Gang)             | 1979 |
| "Sail"                                       | Awolnation                                      | 2010 |
| "Say My Name"                                | Ateez                                           | 2019 |
| "Seven"                                      | Jungkook featuring Latto                        | 2023 |
| "Shine a Little Love"                        | The Sunlight Shakers (Electric Light Orchestra) | 1979 |
| "Stronger (What Doesn't Kill You)"           | Kelly Clarkson                                  | 2012 |
| "Survivor"                                   | Destiny's Child                                 | 2001 |
| "Swan Lake"                                  | The Just Dance Orchestra (Pjotr Tjajkovskij)    | 1877 |
| "Tainted Love"                               | The Just Dancers (Gloria Jones)                 | 1965 |
| "Tití Me Preguntó"                           | Bad Bunny                                       | 2022 |
| "Treasure"                                   | Bruno Mars                                      | 2013 |
| "Vampire"                                    | Olivia Rodrigo                                  | 2023 |
| "Wasabi"                                     | Little Mix                                      | 2018 |
| "Whitney"                                    | Rêve                                            | 2022 |
| "Woof"                                       | Sofi Tukker featuring Kah-Lo                    | 2023 |
| "You Should See Me in a Crown"               | Billie Eilish                                   | 2018 |

1. 1 2 3  MTillgänglig för alla spelare i Just Dance 2024 Edition
2. 1 2 3 4 5 6 7  Är även en del av spellistan "Dance with the Swan"
3. ↑  Only available as a Japanese-exclusive track on the soundtrack
4. ↑  Tillgänglig fri i Just Dance+ under en begränsad tid 12 juni 12 - 21 jun 21 2023, som en del av uttanonseringen av 2024 Edition.[18]

### Just Dance 2025 Edition
Följande låtar förekommer:
| Sång                                       | Artist                                  | År   |
| ------------------------------------------ | --------------------------------------- | ---- |
| "Bang Bang! (My Neurodivergent Anthem)"    | Galantis                                | 2023 |
| "Basket Case"                              | Green Day                               | 1994 |
| "Break Up with Your Girlfriend, I’m Bored" | Ariana Grande                           | 2019 |
| "Calabria 2007"                            | Enur featuring Natasja                  | 2007 |
| "Chattahoochee"                            | Alan Jackson                            | 1993 |
| "Control Response"                         | Hyper                                   | 2020 |
| "Dubidubidu (Chipi Chipi Chapa Chapa)"     | Christell                               | 2003 |
| "Espresso"                                 | Sabrina Carpenter                       | 2024 |
| "Exes"                                     | Tate McRae                              | 2023 |
| "Halloween's Here"                         | The Just Dance Band                     | 2024 |
| "In the Shadows"                           | The Rasmus                              | 2003 |
| "In Your Eyes (Remix)"                     | The Weeknd featuring Doja Cat           | 2020 |
| "Lovin on Me"                              | Jack Harlow                             | 2023 |
| "Lunch"                                    | Billie Eilish                           | 2024 |
| "Mi Gente lo Siente"                       | Don Elektron and Gotopo                 | 2024 |
| "Move Your Body"                           | The Sunlight Shakers                    | 2024 |
| "My Heart Will Go On"                      | Celine Dion                             | 1997 |
| "One Last Time"                            | Ariana Grande                           | 2015 |
| "Padam Padam"                              | Kylie Minogue                           | 2023 |
| "Paint the Town Red"                       | Doja Cat                                | 2023 |
| "Party in the U.S.A."                      | Miley Cyrus                             | 2009 |
| "Payphone"                                 | Maroon 5 featuring Wiz Khalifa          | 2012 |
| "Pink Venom"                               | Blackpink                               | 2022 |
| "Play Date”                                | Melanie Martinez                        | 2015 |
| "Poker Face"                               | Lady Gaga                               | 2008 |
| "Sleigh Ride"                              | Mrs. Claus and the Elves (The Ronettes) | 1963 |
| "Something I Can Feel"                     | Mandy Harvey                            | 2022 |
| "SpongeBob's Birthday"                     | Groove Century                          | 2024 |
| "Stop This Fire"                           | Nius                                    | 2024 |
| "Sunlight"                                 | The Just Dance Band                     | 2024 |
| "Sweet Melody"                             | Little Mix                              | 2020 |
| "The Boy Is Mine"                          | Ariana Grande                           | 2024 |
| "The Lion Sleeps Tonight (Wimoweh)"        | The Tokens                              | 1961 |
| "Training Season"                          | Dua Lipa                                | 2024 |
| "Unstoppable"                              | Sia                                     | 2016 |
| "Vogue"                                    | Madonna                                 | 1990 |
| "We Can't Be Friends (Wait for Your Love)" | Ariana Grande                           | 2024 |
| "Whenever, Wherever"                       | Shakira                                 | 2001 |
| "Yeah!"                                    | Usher featuring Lil Jon                 | 2004 |
| "Yes, And?"                                | Ariana Grande                           | 2024 |
| "You Love Who You Love"                    | Zara Larsson                            | 2024 |

1. 1 2  Tillgänglig som gratis i Just Dance+ under begränsad tid mellan 20 augusti 20 - 3 september 2024.

## Just Dance+
Just Dance+ är en ny prenumerationstjänst i Just Dance 2023 Edtion som påminner om tjänsten Just Dance Unlimited från tidigare spelen av Just Dance-serien.